# 김의환
김의환(金義煥, 1933년 11월 19일~2010년 5월 10일)은 대한민국의 신학자이자 목사이다. 호는 은석(恩石)이다.
한국에서 태어나서 미국에서 교육을 받았다. 미국 칼빈 신학교에서 B.D. 웨스트민스터 신학교에서 Th.M. 그리고 템플 대학교에서 Ph.D. 학위를 받았다. 미국  LA에서 목회를 한후에 한국에 돌아와서 칼빈대학교와 총신대학교의 총장을 역임했다. 개혁신학 사상을 확장, 발전과 선교 사역의 확장시킬 목적으로 은석 김의환박사기념사업회가 조성되어있다.

## 학력
- 미국 템플대학교 대학원 철학 박사
- 미국 웨스트민스터신학교
- 미국 칼빈신학교
- 진주고등학교

## 경력
- 2002 칼빈교회 담임목사
- 2002 칼빈대학교 총장
- 1999 성복중앙교회 담임목사
- 1995 ~ 1999 총신대학교 총장
- 1992 국제개혁주의협의회 회장
- 1992 미국 개혁신학교 초빙교수
- 1992 주 미국 세계선교협의회 회장
- 1992 주 미국 세계선교협의회 회장
- 1982 ~ 1995 미국 국제신학대 교수, 학장
- 1976 ~ 1995 미국 L.A. 한인교회 담임목사
- 1969 ~ 1974 한국기독학생연합 이사장
- 1967 ~ 1975 총신대학교 총장

## 같이 보기
- 박형룡
- 신복윤
- 김명혁
- 세계칼빈학회
- 한국개혁신학회
- 한국복음주의조직신학회
- 한국조직신학회
- 한국장로교신학회
- 요한칼빈탄생500주년기념사업회
- 종교개혁500주년기념일
- 한국의 신학자 목록
- 개혁신학자